# Édouard Herriot
Pour les articles homonymes, voir Herriot.
Édouard Herriot, né le 5 juillet 1872 à Troyes (Aube) et mort le 26 mars 1957 à Saint-Genis-Laval (Rhône), est un académicien et homme d'État français. Membre du Parti radical, il est une figure centrale de la IIIe République.
Ministre au sein de nombreux gouvernements, il préside la Chambre des députés sous la IIIe République, puis l'Assemblée nationale sous la IVe République. Président du Conseil des ministres à trois reprises, il est l'un des chefs du Cartel des gauches, coalition gouvernementale et parlementaire des années 1920. 
Il est aussi le maire de Lyon pendant plus de 46 ans, de 1905 à 1940, puis de 1945 à sa mort.
En 1946, il est élu à l'Académie française.

## Biographie

### Jeunes années

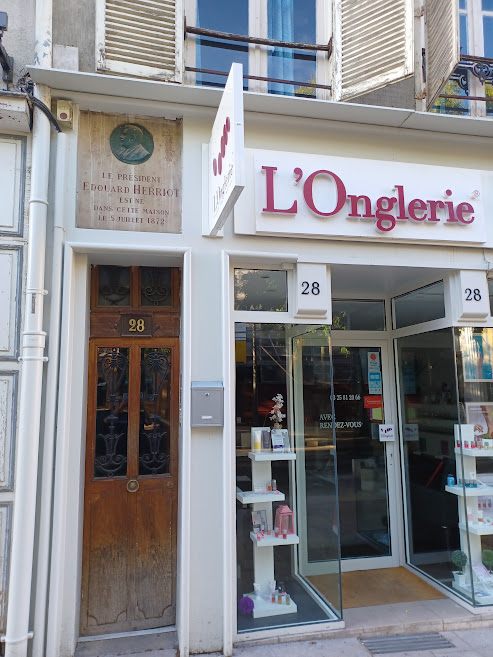
Maison natale d'Édouard Herriot au 28 de la place Jean-Jaurès à Troyes.

Édouard Herriot naît le 5 juillet 1872 à Troyes, dans le département de l'Aube. Il est le fils de François-Nicolas Herriot, lieutenant d'infanterie, et de Jeanne-Eugénie Collon.
Il effectue ses études au collège Sainte-Barbe à Troyes, puis au lycée de La Roche-sur-Yon. À 15 ans, il obtient une bourse qui lui permet de poursuivre ses études au lycée Louis-le-Grand, à Paris, où il obtient en 1889 le baccalauréat avec la mention « très bien ». En 1891, après une khâgne dans ce même lycée, il est reçu dixième à l'École normale supérieure et en sort en 1894 agrégé de Lettres en se classant premier.
Jeune professeur agrégé, il est nommé à Nantes, puis à Lyon, où il enseigne dans une classe de rhétorique. Son premier ouvrage, Philon le Juif : essai sur l'école juive d'Alexandrie publié chez Hachette en 1898, est couronné par le prix Victor-Cousin de l'Académie des sciences morales et politiques.
Il s'engage dans l'affaire Dreyfus aux côtés d'Émile Zola et Anatole France, et fonde la section lyonnaise de la Ligue des droits de l'homme. Il s'affirme comme un orateur exceptionnel.
Le 28 octobre 1899, il épouse à Lyon, Blanche Rebatel (1877-1962), fille du docteur Fleury Rebatel, président du Conseil général du Rhône. Cette union lui facilite son entrée en politique.
En 1904, il soutient à Paris-Sorbonne une thèse principale de lettres Madame Récamier et ses amis, puis, en 1905, une thèse complémentaire, Un ouvrage inédit de Madame de Staël : les fragments d'écrits politiques (1799).
Entré au conseil municipal de Lyon en 1904, il devient adjoint, puis maire le 3 novembre 1905, succédant à Jean-Victor Augagneur, devenu gouverneur de Madagascar. Il reste maire jusqu'en 1957, avec une interruption sous l’Occupation. Son successeur est Louis Pradel.

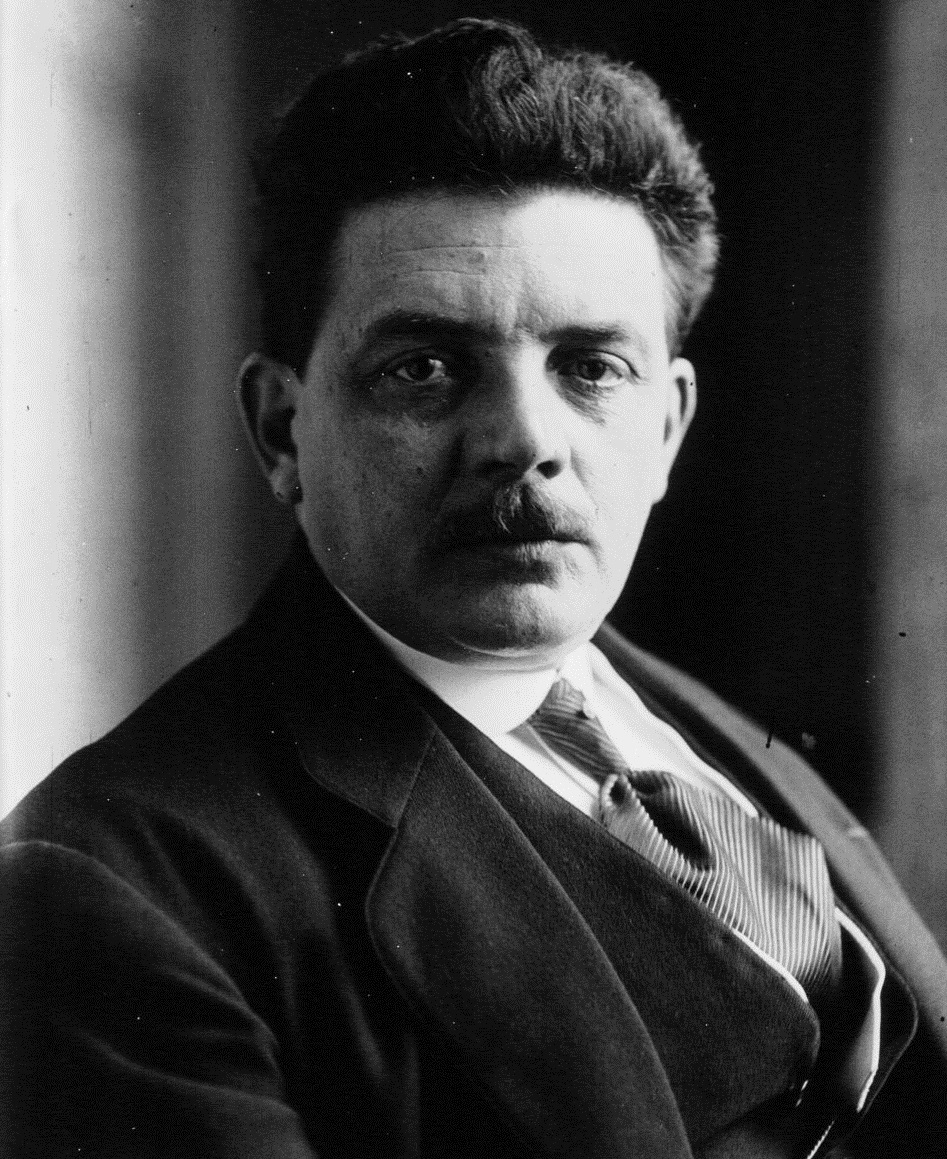
Édouard Herriot, sénateur et maire de Lyon, en 1914.

Le 1er septembre 1915, naît dans le 1er arrondissement de Lyon sa fille adultérine, la future Suzanne Bérard, déclarée née de parents inconnus sous le patronyme Collon (nom de la mère d'Herriot). Elle n'est reconnue que 27 ans plus tard, le 6 juin 1942, par sa mère Jeanne Marie Janin.
Le 12 décembre 1916, il obtient son premier poste ministériel comme ministre des Travaux publics, des Transports et du Ravitaillement, Marcel Sembat ayant dû quitter le gouvernement par suite de la pénurie de charbon. Herriot limoge immédiatement le directeur des mines du ministère, Paul Louis Weiss, accusé par l'opinion publique d'être responsable de la pénurie.
À l’automne 1922, il se rend en Union soviétique, accompagné d’Édouard Daladier ; il éprouve de vives sympathies pour cet État. À la suite de sa visite, à la commune d'enfants no 1, il déclare : « Ces communistes sont des encyclopédistes comme les renaissants ».

### De 1924 à 1932
En 1924, il intervient personnellement auprès du préfet du Rhône pour éviter l'expulsion de l'anarchiste italien Sante Ferrini, mais moins de six ans après la fin de la guerre, Edouard Herriot, président du conseil, annonce le 2 juin 1924 l’expulsion des congréganistes dont près de 10 000 étaient rentrés en France en 1914 pour se battre. Herriot annonce la suppression de l’ambassade auprès du Saint-Siège et l’application de la loi de séparation des Églises et de l’État à l’Alsace et à la Moselle. La création de la Ligue DRAC (Droit des religieux anciens combattants), l'empêche de prononcer une nouvelle expulsion des religieux français.
Après que les élections législatives du 25 mai ont donné la majorité au Cartel des gauches dont il était le principal animateur, il provoque la démission du président Alexandre Millerand qui avait pris parti pour le Bloc national pendant la campagne électorale et avait affirmé son pouvoir en intervenant dans les fonctions du président du Conseil. Il est alors appelé à la présidence du Conseil par le nouveau président de la République, Gaston Doumergue.
Édouard Herriot est élu en 1930, président de l'Association française pour le développement de l'enseignement technique (AFDET), et le demeurera jusqu'en 1952. À l'occasion de la fête des 25 ans de l’AFDET créée le 25 juin 1902, assemblée qu'il préside comme ministre de l’Instruction publique et des Beaux-arts, il intervient sur son thème favori qui est la culture : « Il n’y a aucune espèce de contradiction entre l’enseignement technique et la culture générale. Il y a plusieurs moyens de parvenir à la culture. Il y a un premier moyen qui consiste à concevoir ou à recevoir un certain nombre d'idées générales […], puis de projeter ces idées sur la réalité. […] Il y a un autre moyen qui est celui sur lequel se fonde l'enseignement technique, c'est la méthode qui consiste à observer, à comparer, à regarder, à ne pas se fier seulement aux livres, à ouvrir les yeux sur le merveilleux spectacle de la nature et de l'industrie et par comparaison, par rapprochement des idées, par analogie, de place en place, de degré en degré, à s'élever jusqu'aux idées générales que l'on retrouvera et que l'on recréera par ces méthodes. Je salue par avance le moment où le développement de l’enseignement technique, à tous les degrés, nous aura créé une culture nouvelle qui, sans faire aucun tort à la culture ancienne de la France, lui donnera des hommes d’un type nouveau et d’une valeur d’esprit … comme un Pasteur ou d'un Berthelot, c’est-à-dire à n’avoir rien à envier à la culture de qui que ce soit ». Il conclut en insistant sur le rôle joué par l’AFDET pour faire entrer la réalité de l’enseignement technique dans les esprits.
Fervent défenseur de la laïcité, il veut alors introduire les lois laïques en Alsace-Lorraine et rompre les relations diplomatiques avec le Vatican, mais il se heurte à l'opposition du Sénat et au risque de velléités indépendantistes locales sur le premier point et est désavoué par le Conseil d'État et la résistance populaire sur le second.
Il est critiqué pour ses choix en matière de finances, hésitant dans le remède à donner à la crise (il balance entre un emprunt, souhaité par la droite, et le « prélèvement » sur le capital réclamé par les socialistes). La Bourse connait beaucoup de fluctuations, principalement à la baisse, pendant son gouvernement. Herriot démissionne le 10 avril 1925, après que le Sénat lui a refusé la confiance. Il accuse alors le « mur d’argent », c’est-à-dire les grandes puissances financières du pays, qui auraient fait échouer le Cartel. Cette accusation a sa part de vérité, considérant le fait que la Banque de France (à l’époque privée) s’est montrée bien moins indulgente avec son gouvernement qu’avec d’autres de droite.
Herriot préside alors la Chambre des députés pendant un an, mais lorsque Caillaux, ministre des Finances, demande, pour résoudre la crise financière, l'autorisation de recourir à des décrets-lois, il descend de la présidence pour dénoncer comme député une procédure qui bafoue la prééminence du parlement. Le cabinet Briand (le cinquième cabinet depuis le précédent gouvernement de Herriot) est renversé le 17 juillet 1926 et Doumergue contraint Herriot à former un nouveau gouvernement.
Il se heurte alors à ce qu’il avait appelé le « mur d’argent », la Banque de France lui demandant de légiférer afin d'augmenter les plafonds des avances qu’elle peut verser à l'État, menaçant le cas échéant d’interrompre ses paiements au Trésor. Devant le risque de faillite des comptes publics et la chute toujours plus importante du cours du franc, Herriot est mis en minorité par la Chambre dès le 21 juillet, la chute de son gouvernement marquant la fin du Cartel des Gauches et le retour au pouvoir de Poincaré.
Georges Clemenceau aura sur lui ce trait ironique : « Le Vésuve se borne souvent à fumer sa pipe comme Herriot, tout en ayant sur celui-ci l'avantage de se faire parfois oublier ». Son adversaire royaliste Léon Daudet le décrit ainsi : « Très 1792 aussi Herriot, citoyen laborieux, rond et subtil, orateur né, même tribun, se frappant la poitrine à tour de bras, chaleureux et sans mémoire, et dantonisant à tout propos. Mais un vivant parmi les spectres d'un radicalisme désuet. Il m'a toujours été sympathique, en raison de son feu, de son réel talent, oratoire et littéraire […]. Homme de parti, il aura voulu jouer les hommes d'État. Il lui manque pour cela le caractère, et on le sent flottant, sous ses formules friables, comme un costaud de saindoux dans un caleçon de tulle illusion ».
Marqué peut-être par ces échecs, Herriot commence à se rapprocher peu à peu de la droite. En tout cas il a droit aux compliments flatteurs de l’abbé Bethléem, grand pourfendeur de la pornographie, pour avoir interdit l’affichage de journaux « osés » dans les kiosques de Lyon. Une certaine presse de gauche ricane alors car la vie privée d'Herriot n'est pas tout à fait exemplaire[réf. nécessaire] et Le Canard enchaîné y fait allusion dans ses contrepèteries, il n'en commence pas moins à gagner la faveur des catholiques.

### De 1932 à 1939

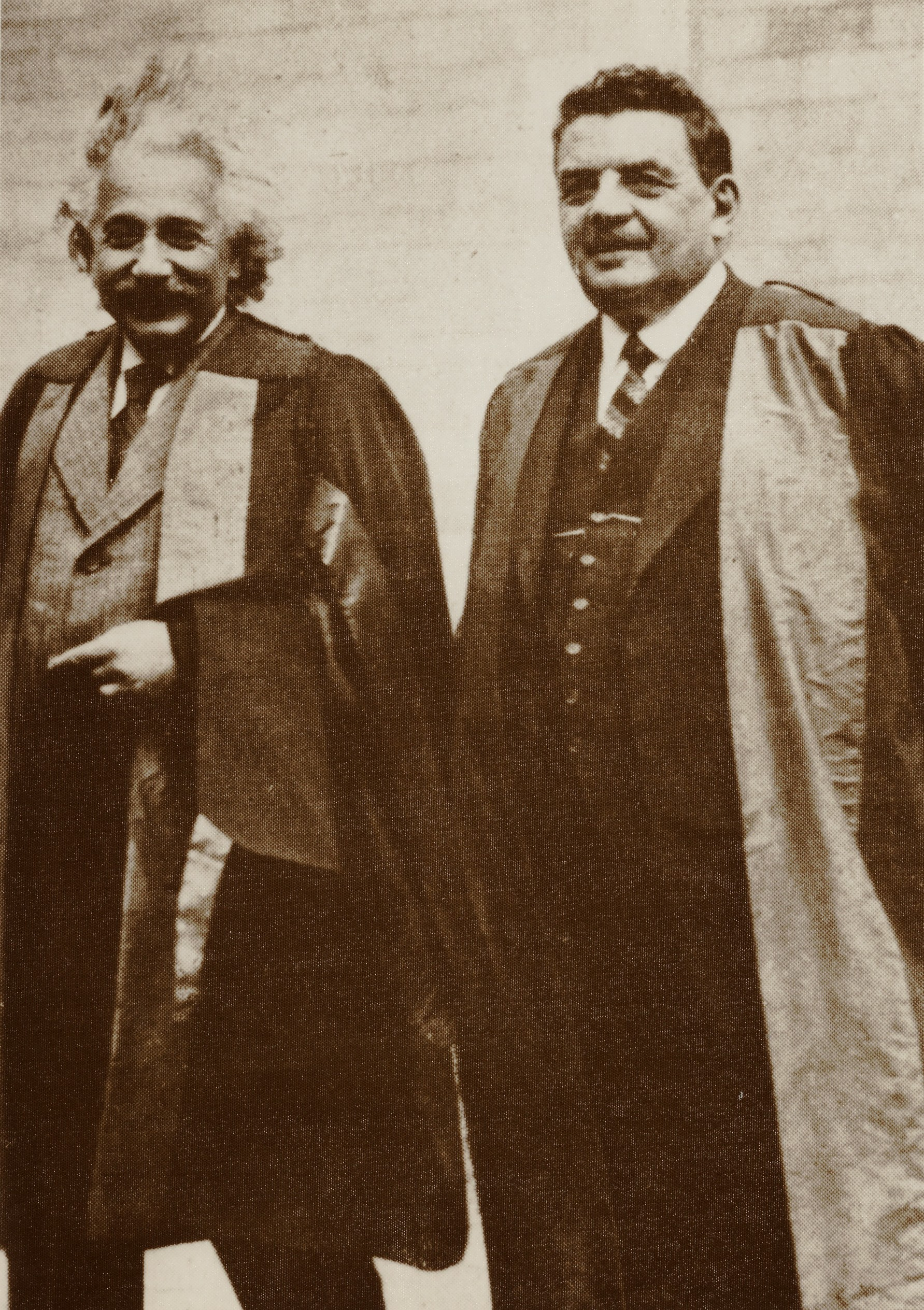
Albert Einstein et Édouard Herriot, reçus docteurs honoris causa de l'université de Glasgow.

En juin 1932, il revient au pouvoir (troisième gouvernement Édouard Herriot) après des élections ayant marqué une poussée vers la gauche. En référence à ce qui se passe en Allemagne, où Adolf Hitler va prendre le pouvoir en janvier 1933, le dessinateur Sennep affuble Herriot, fumeur de pipe invétéré, du surnom de « Fühmeur ». Durant son gouvernement, qui durera à peine plus de six mois, le ministère de l’Instruction publique devient ministère de l’Éducation nationale. Herriot est devenu beaucoup plus modéré et l'on a dit que son gouvernement a été le dernier à laisser une impression de calme. Le renforcement de la lutte contre la fraude fiscale conduit tout de même à l'affaire de la Banque commerciale de Bâle. Son gouvernement tombe le 14 décembre 1932 sur la question du remboursement de la dette française à l'égard des États-Unis.
À l'invitation de Staline, Édouard Herriot se rend en 1933 à Moscou. À cette occasion, un canular fait croire à l'opinion qu'il a été nommé colonel dans l'armée soviétique ; si bien que l'ambassade d'URSS se sent tenue de démentir en précisant « qu'une telle distinction ne peut avoir été conférée à l'homme d'État français pour l'excellente raison que le grade de colonel n'existe pas dans l'armée soviétique ». Il en restera une caricature de Sennep (Le colonel des kodaks). Ce voyage s'inscrit dans la tentative de rapprochement franco-soviétique qui débouchera sur le pacte franco-soviétique de 1935. À cette occasion, Herriot visite l'Ukraine, où sévit alors une famine dramatique (voir Holodomor). Aveuglé par la propagande soviétique et les figurants se dressant sur son passage, Édouard Herriot ne se rend pas compte de la famine qui sévit dans le pays et déclare n'avoir vu que « des jardins potagers de kolkhozes admirablement irrigués et cultivés […]. Lorsque l'on soutient que l'Ukraine est dévastée par la famine, permettez-moi de hausser les épaules. » « On m'assure, me dites-vous, que cette contrée vit à cette heure une époque attristée ? […] Or, je n'ai constaté que la prospérité. »,, dans son récit de voyage publié l'année suivante, Orient, où il fait également l'éloge de la nouvelle Turquie, républicaine et laïque.
En 1934, après les émeutes du 6 février, il entre dans le cabinet Doumergue pour lui donner une caution de gauche, mais cette tentative d'Union nationale ne dure pas.

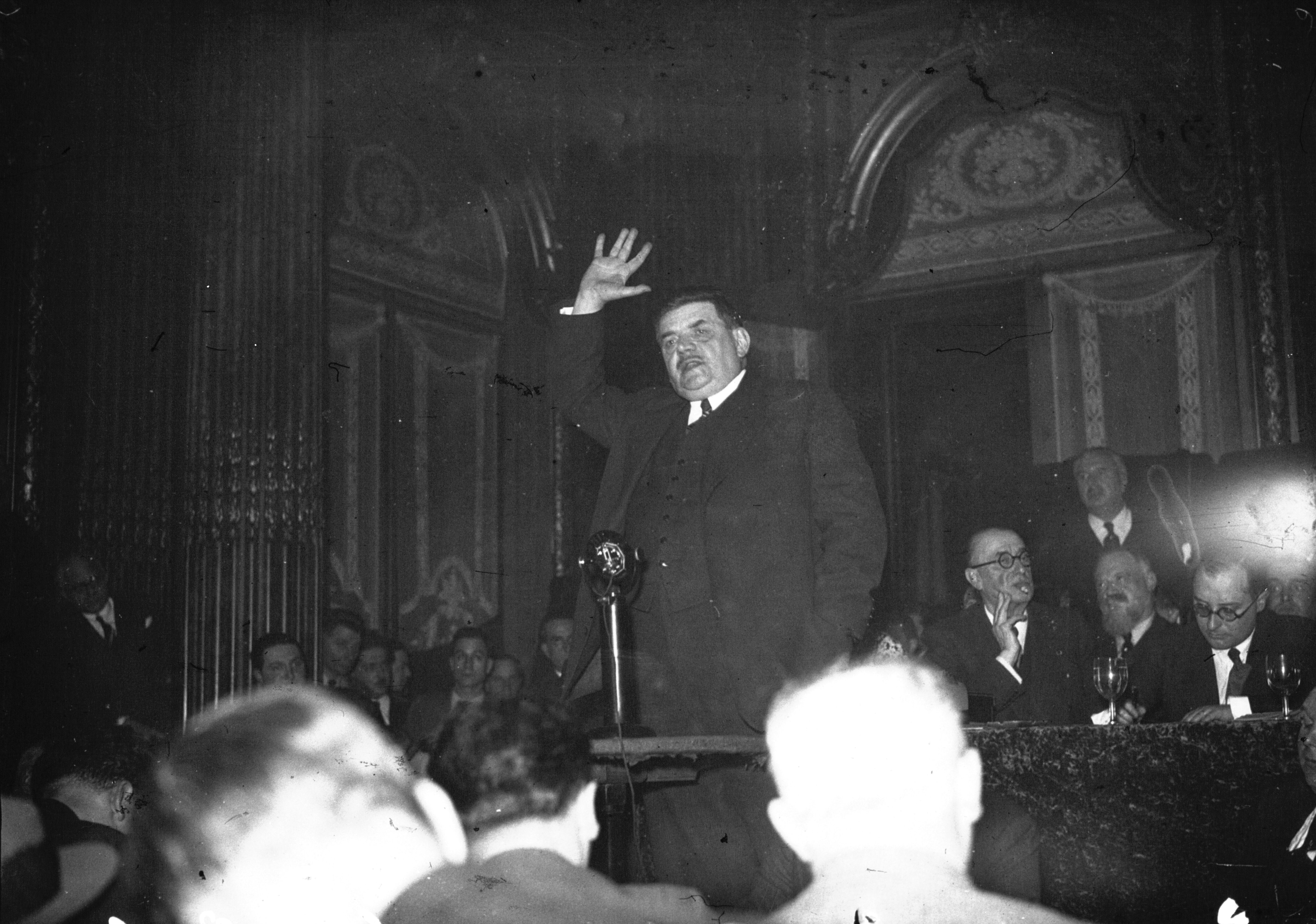
Édouard Herriot, ancien président du parti radical, se tient en retrait lors du Front populaire
(agence Meurisse, 1936, Paris, BnF).

Il reste cependant ministre d'État dans les cabinets Flandin et Laval. Il tente d'y exercer une influence conciliatrice, mais les difficultés auxquelles se heurte la France dépassent les capacités de son personnel politique ; en 1935, gêné par l'évolution vers la gauche du Parti radical, il démissionne de sa présidence (il est nommé président honoraire du parti — la fonction de président honoraire est créée à cette occasion) et redevient président de la Chambre des députés. Il participe à la création du Front populaire, dont les réunions se font à La Ruche de Montchat dans le troisième arrondissement de Lyon.
En 1935, il inaugure la statue de Richelieu à Luçon en Vendée. En mars 1939, il surprend un peu le camp laïque en suspendant la séance de la Chambre des députés à l'annonce de la mort du pape Pie XI.
Il est élu membre titulaire de l'Académie des sciences, belles-lettres et arts de Lyon le 1er décembre 1936.

### Occupationetrégime de Vichy
Devant l'avance allemande, il suit le gouvernement à Bordeaux puis à Clermont-Ferrand et enfin à Vichy. Devant l'Assemblée nationale (réunion des deux chambres) siégeant dans l'opéra de la station thermale, les 9 et 10 juillet 1940, il rend hommage au maréchal Pétain, le premier jour : « Autour de M. le maréchal Pétain, dans la vénération que son nom inspire à tous, notre nation s’est groupée en sa détresse. Prenons garde de ne pas troubler l'accord qui s'est établi sous son autorité. Nous aurons à nous réformer, à rendre plus austère une République que nous avions faite trop facile, mais dont les principes gardent toute leur vertu. » et après avoir défendu les députés embarqués sur le Massilia, il s'abstient volontairement le lendemain, lors du vote accordant les pleins pouvoirs constituants au maréchal Pétain.
En 1942, il renvoie sa Légion d'honneur à Pétain pour protester contre son attribution à des membres de la LVF, ce qui lui vaut d’être assigné à résidence à l'hôtel des Thermes d'Évaux-les-Bains dans la Creuse, en compagnie de diverses personnalités, parmi lesquelles le syndicaliste Léon Jouhaux. Il est ensuite rapidement transféré, en compagnie de Guy La Chambre et de Robert Jacomet (contrôleur général des armées), à la Villa Loisel, propriété de l'industriel François-Philippe Loisel située dans la même ville et réquisitionnée par le gouvernement de Vichy.
Sans cesse en butte aux ultras-collaborationistes, il est placé en résidence surveillée en septembre 1942, d'abord chez lui dans l'Isère ; puis, il est jugé inapte par les autorités allemandes à la déportation, qui l'internent dans un asile où il feint la folie, à Maréville près de Nancy.
En août 1944, les Alliés approchant de Paris, Laval, qui craint que Pétain essaie de traiter avec Eisenhower, voire avec de Gaulle (tentative de l'amiral Auphan) et lui laisse le mauvais rôle, se rend dans la capitale afin de réunir l'ancienne Assemblée nationale dans le but de lui remettre le pouvoir et de barrer ainsi la route aux Communistes et à de Gaulle,. Avec l'accord de l'ambassadeur allemand à Paris Otto Abetz, le 12 août, il va chercher Édouard Herriot, le fait libérer et le ramène à Paris avec son assentiment. Il fait contacter Jules Jeanneney, président du Sénat avant l'Occupation, qui ne répond pas. Herriot, dans un premier temps favorable au plan de Laval, temporise et finit par refuser de décider en l'absence de Jeanneney. Il a également reçu l’avertissement que lui a fait passer la Résistance et la réticence des parlementaires consultés, comme de Monzie, impressionnés par les assassinats (Mandel, Zay, etc.) commis par la Milice. Les Allemands, ayant changé d'avis après l'intervention des ultra-collaborationnistes, Marcel Déat et Fernand de Brinon, décident de se saisir de Laval et des restes de son gouvernement « pour assurer sa sécurité légitime ». Herriot, qui refuse les possibilités qui lui sont offertes de fuir, soit pour rejoindre les chefs de l'insurrection parisienne, soit pour se réfugier chez un Américain, ami de Laval, déclare : « Je dois suivre mon destin. ». Après un dernier déjeuner à Matignon, avec Laval et Otto Abetz, le 18 août 1944, il est arrêté par les Allemands et reconduit dans un premier temps à Maréville, puis en Allemagne. Il termine sa « déportation d'honneur » à Potsdam, libéré par l'Armée rouge. En mai 1945, « il se dédouane sans élégance » dans la presse en minimisant cet épisode et en fournissant une version sensiblement différente.

### Après laLibération
Après la Seconde Guerre mondiale, il fait figure de sage et devient le président de la nouvelle Assemblée nationale en 1947. Il est élu membre de l'Académie française le 5 décembre 1946, le dernier des quatorze nouveaux élus de cette année-là. Avec son élection, l'Académie est pour la première fois au complet depuis le début de la guerre, si l'on excepte deux fauteuils déclarés vacants lorsque les titulaires, Philippe Pétain et Charles Maurras, avaient été exclus.
Concernant la question coloniale, il se prononce, lors des débats qui entourent la naissance de l'Union française, contre l'égalité des droits politiques aux populations de l'Empire. Il déclare alors le 27 août 1946 : « Si nous donnions l'égalité des droits aux peuples coloniaux, nous serions la colonie de nos colonies ». En 1955 cependant, il se prononce pour le congrès extraordinaire visant à réformer le parti radical et réclamé par Pierre Mendès France, acteur de la décolonisation, dont l'organisation était refusée par Léon Martinaud-Déplat, le président administratif.

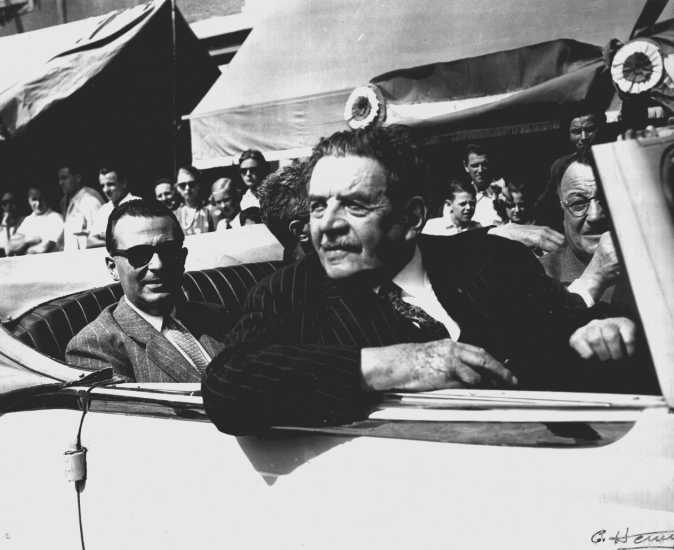
Édouard Herriot en 1949, lors des cérémonies commémorant le sixième centenaire du rattachement du Dauphiné à la France

En 1953, sa santé s’est altérée. Un de ses derniers actes est de prendre parti pour l'Alsace lors du procès de Bordeaux, où sont jugés des incorporés de force qui s'étaient trouvés à Oradour lors du massacre. Lorsque est discuté à l'Assemblée nationale le projet d'amnistie, il s'écrie : « La patrie est une mère. Elle ne peut pas admettre que ses enfants se déchirent sur son sein. » À la fin de l'année, il ne peut présider l’élection du président de la République et il est remplacé par André Le Troquer. Ce dernier lui succède à la présidence de l'Assemblée nationale au début de 1954 quand le vieux maire de Lyon décide de ne plus se représenter. Le 30 août 1954, assis en fauteuil roulant, il fait une ultime intervention devant ses pairs députés dans l'hémicycle, contre la Communauté européenne de défense (CED).
Il est lauréat du prix international de la paix en 1954 et président de La Jeunesse au plein air de 1950 à sa mort. Il est en outre l'un des fondateurs du Comité du Vieux Pérouges, qui vise à sauvegarder le patrimoine de la cité médiévale de Pérouges dans l'Ain.
Il est à l’origine de l'expression « Français moyen ».

### Fin de vie
En revenant de sa résidence, la maison forte de Brotel à Saint-Baudille-de-la-Tour en Isère, à une quarantaine de kilomètres à l'est de Lyon, Édouard Herriot prend froid, puis est transporté à l'hôpital Sainte-Eugénie en novembre 1956. Après une rémission, il y meurt le 26 mars 1957 à 84 ans.
Les obsèques religieuses de ce vieil anticlérical sont d'abord annoncées par le cardinal Gerlier, qui a reçu son consentement et lui a administré l'extrême-onction la veille de sa mort ; mais Pierre Mendès France réussit à convaincre la veuve du président, très croyante, de ne pas conduire le convoi funèbre à la primatiale Saint-Jean. Finalement, ces obsèques se déroulent dans la chapelle de l'hôpital Sainte-Eugénie, présidées par Gerlier. Le 30 mars 1957, les funérailles nationales d'Édouard Herriot sont retransmises par la télévision depuis la place Bellecour, en présence du président de la République, René Coty, et du président du Conseil, Guy Mollet. Il est enterré dans un mémorial du cimetière de Loyasse façonné par le sculpteur Georges Salendre.
Le philosophe Alain, proche des thèses du radicalisme en politique, ne cachait pas son estime pour le maire de Lyon : « Herriot était puissant par le suffrage populaire, puissant par l'éloquence, puissant par l'espoir des foules ». François Mauriac le décrit ainsi dans son bloc-notes : « En vérité, Édouard Herriot était un gros homme charmant. Son charme naissait de ce contraste entre la culture, tous les dons d'une intelligence royale et la ruse, disons la finesse, politicienne ».

## Détail des mandats et fonctions

### Au gouvernement
- 12 décembre 1916 – 17 mars 1917 : ministre des Travaux publics du Gouvernement Aristide Briand (6)
- 14 juin 1924 – 10 avril 1925 : président du conseil des ministres et ministre des Affaires étrangères du Gouvernement Édouard Herriot (1)
- 19 juillet 1926 – 21 juillet 1926 : président du conseil des ministres et ministre des Affaires étrangères du Gouvernement Édouard Herriot (2)
- 23 juillet 1926 – 11 novembre 1928 : ministre de l'Instruction publique et des beaux-arts Gouvernement Raymond Poincaré (4)
- 3 juin 1932 – 14 décembre 1932 : président du conseil des ministres et ministre des Affaires étrangères du Gouvernement Édouard Herriot (3)
- 9 février 1934 – 22 janvier 1936 : ministre d'Etat sans portefeuille des gouvernements Gaston Doumergue, Flandin, Bouisson et Laval

### Au Parlement
À la Chambre des députés puis Assemblée nationale
- Député du Rhône
  - du 18 décembre 1919 au 31 mai 1942
  - du 6 novembre 1945 au 26 mars 1957
- 22 avril 1925 - 20 juillet 1926 : président de la Chambres des députés
- 4 juin 1936 - 10 juillet 1940 : président de la Chambres des députés
- 21 janvier 1947 - 11 janvier 1954 : président de l'Assemblée nationale

Au Sénat
- Sénateur du Rhône
  - du 7 novembre 1912 au 23 décembre 1919

### Au niveau local
- Maire de Lyon
  - du 30 novembre 1905 au 20 septembre 1940
  - du 18 mai 1945 au 26 mars 1957

### Autres fonctions
- Président du Parti radical
  - de 1919 à 1926
  - de 1931 à 1936
  - de 1945 à 1957
- Président de l'Association française pour le développement de l'enseignement technique
  - de 1930 à 1952
- Fauteuil 8 de l'Académie française
  - du 5 décembre 1946 au 26 mars 1957
- Président de la Fédération générale des pupilles de l'enseignement public
  - de 1949 à 1957

## Décorations
- Chevalier de la Légion d'honneur en 1907
- Grand officier de l'ordre de la Couronne (Belgique)
- Grand officier de l’ordre de Saint-Alexandre (Bulgarie)
- Grand-croix de l’ordre de la République (république d’Espagne)
- Grand-croix de l’ordre du Ouissam alaouite (Maroc)
- Grand-croix de l’ordre de Danilo (royaume du Monténégro)
- Grand-croix de l’ordre de la Couronne (Italie)

## Œuvres
- Philon le Juif, essai sur l’école d'Alexandrie, 1897
- Madame Récamier et ses amis, Paris, Plon-Nourrit, 1904 [réédité par les éditions Payot en 1924]
  - Adapté au cinéma : Madame Récamier en 1928 par Tony Lekain et Gaston Ravel

- Prix Bordin de l’Académie française en 1906
- Un ouvrage inédit de Mme de Staël. Les “Fragments d'écrits politiques” (1799), Paris, Plon-Nourrit, 1904 (thèse complémentaire)
- La Vie et la Passion de Michel Servet, Paris, La Raison, 1907
- Vieille et jeune Turquie, Paris, Rousseau, 1911
- Créer, 2 vol., Paris, Payot & Cie, 1919
- La Russie nouvelle, Paris, Ferenczi, 1922
- Impressions d'Amérique, Lyon, Audin & cie, 1923
- Dans la forêt normande, Paris, Librairie Hachette, 1925 [rééditions illustrées en 1927 par les éditions de l'Estampe (Paris) et en 1947 par G. Bouvet (Lyon)]
- Pourquoi je suis radical-socialiste, Paris, Les éditions de France, 1928
- La Vie de Beethoven, Paris, Gallimard (coll. Vie des hommes illustres), 1929
- Europe, Paris, les éditions Redier, 1930
- Sous l'olivier, Paris, Librairie Hachette, 1930
- La Porte océane (Sur les terres des abbayes, les foyers spirituels de Rouen), Paris, Librairie Hachette, 1932 ; édition bibliophilique enrichie de lithographies originales de René Demeurisse, Georges Bouvet et Cie, Lyon, 1948
- La France dans le monde, Paris, Hachette, 1933
- Le Problème des dettes, Paris, Fasquelle, 1933
- Orient, Paris, Librairie Hachette, 1934
- Lyon n'est plus [4 volumes : « Jacobins et Modérés », « Le Siège », « La Réaction », « La Répression »], Paris, Hachette, 1937-1940
- Sanctuaires, Paris, Librairie Hachette, 1938
- Aux sources de la liberté, 210 p., NRF, Gallimard, Paris, 1939
- La Triple Gloire de Lyon, Lyon, Audin, 1946
- « L'âme de la France et la leçon de Port-Royal », discours à l'Académie française (nov. 1946), dans revue Conférencia, 1947
- Pages immortelles de Diderot, choisies et expliquées, Éditions Correa, Paris, 1949
- Lyon, lithographies de René Aubert, éditions Pierre de Tartas, 1949
- Études françaises, éditions du milieu du monde, 1950
- Péguy : Charles Péguy, conférence donnée au théâtre municipal le 17 mai 1950, Imprimerie Durand, Chartres, Fédération des associations d'élèves et amis des écoles publiques d'Eure-et-loir, 1951, 23 p.
- Notes et maximes [posthume], J. Bérard, 1962

## Hommages et postérité

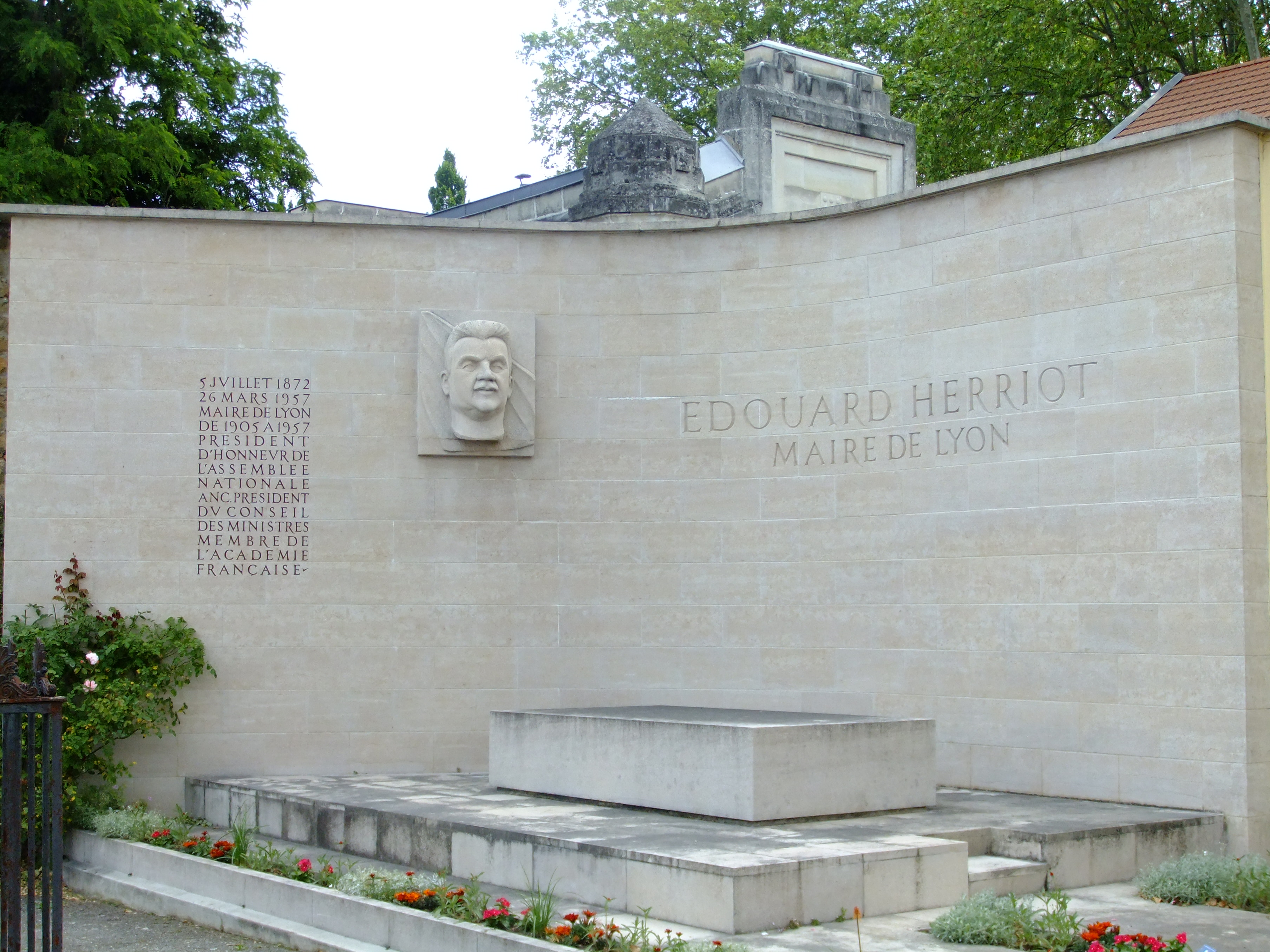
Tombeau d’Édouard Herriot au cimetière de Loyasse à Lyon.

De nombreux édifices lyonnais portent son nom : la rue du Président-Édouard-Herriot, l'hôpital Édouard-Herriot, le port Édouard-Herriot, ainsi que le lycée Édouard-Herriot.
Soixante ans après sa mort, sa mémoire est encore célébrée et son tombeau rénové par la ville de Lyon.
Plusieurs villes ont des voies publiques nommées d'après lui comme le boulevard Édouard-Herriot à Marseille.
En 1969, est inauguré un monument avec sa statue dans un square du centre historique de Troyes sa ville natale.
En commémoration du vingtième anniversaire de sa mort, La Poste émet en 1977 un timbre de 1,20 F à son effigie.
Une rose créée en 1912 par le rosiériste lyonnais Joseph Pernet-Ducher porte le nom de Madame Édouard Herriot.

## Dans la fiction
Édouard Herriot apparaît dans le téléfilm L'Affaire Salengro d'Yves Boisset (diffusé en 2009) dans lequel son rôle est interprété par Bernard Bloch.